# Чортовичі
Чортовичі (пол. Czortowice) — село в Польщі, у гміні Грубешів Грубешівського повіту Люблінського воєводства. Населення — 114 осіб (2011).

## Історія

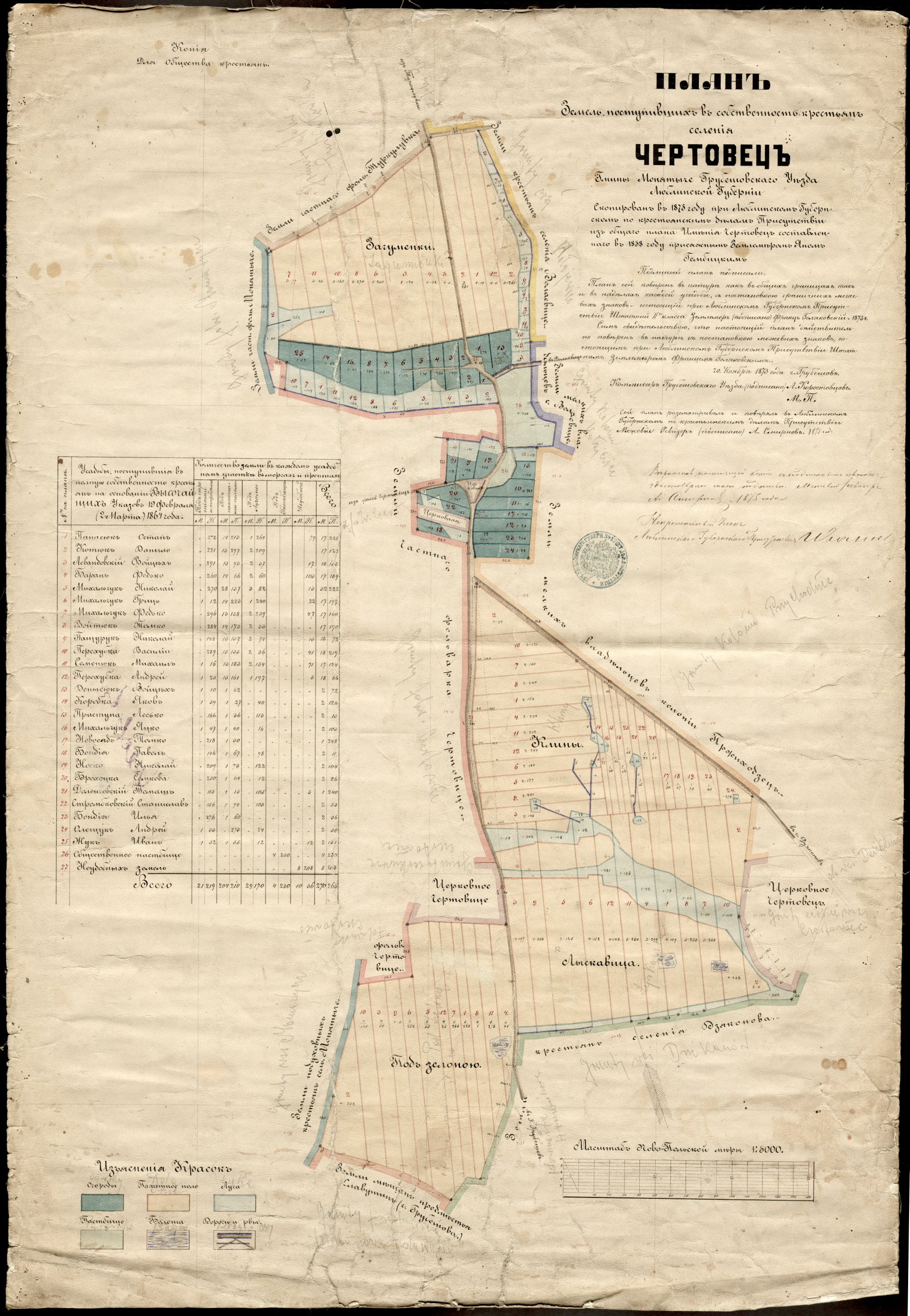
План 1875 р., Чортовичі, Грубешівський повіт, Холмщина.

1586 року вперше згадується православна церква в селі.
За даними етнографічної експедиції 1869—1870 років під керівництвом Павла Чубинського, у селі проживали греко-католики, які розмовляли українською мовою.
У липні-серпні 1938 року польська адміністрація в рамках великої акції руйнування українських храмів на Холмщині і Підляшші знищила місцеву православну церкву.
Під час проведення операції «Вісла» в період 16-20 липня 1947 року з Чертовець було вивезено на «землі відзискані» (Вармінсько-Мазурське воєводство, Західнопоморське воєводство, Нижньосілезьке воєводство, Любуське воєводство) 9 людей, залишилося 268 людей польської національності.
У 1975—1998 роках село належало до Замойського воєводства.

## Населення
Демографічна структура станом на 31 березня 2011 року:
|          | Загалом | Допрацездатний вік | Працездатний вік | Постпрацездатний вік |
| -------- | ------- | ------------------ | ---------------- | -------------------- |
| Чоловіки | 58      | 11                 | 42               | 5                    |
| Жінки    | 56      | 13                 | 27               | 16                   |
| Разом    | 114     | 24                 | 69               | 21                   |